# سوکووووو (شهرستان چیخانوف)
سوکووووو (به لهستانی:  Sokołowo) یک روستا در لهستان است که در گمینا گرودوسک واقع شده‌است.